# Effet pogo
Pour les articles homonymes, voir Pogo.

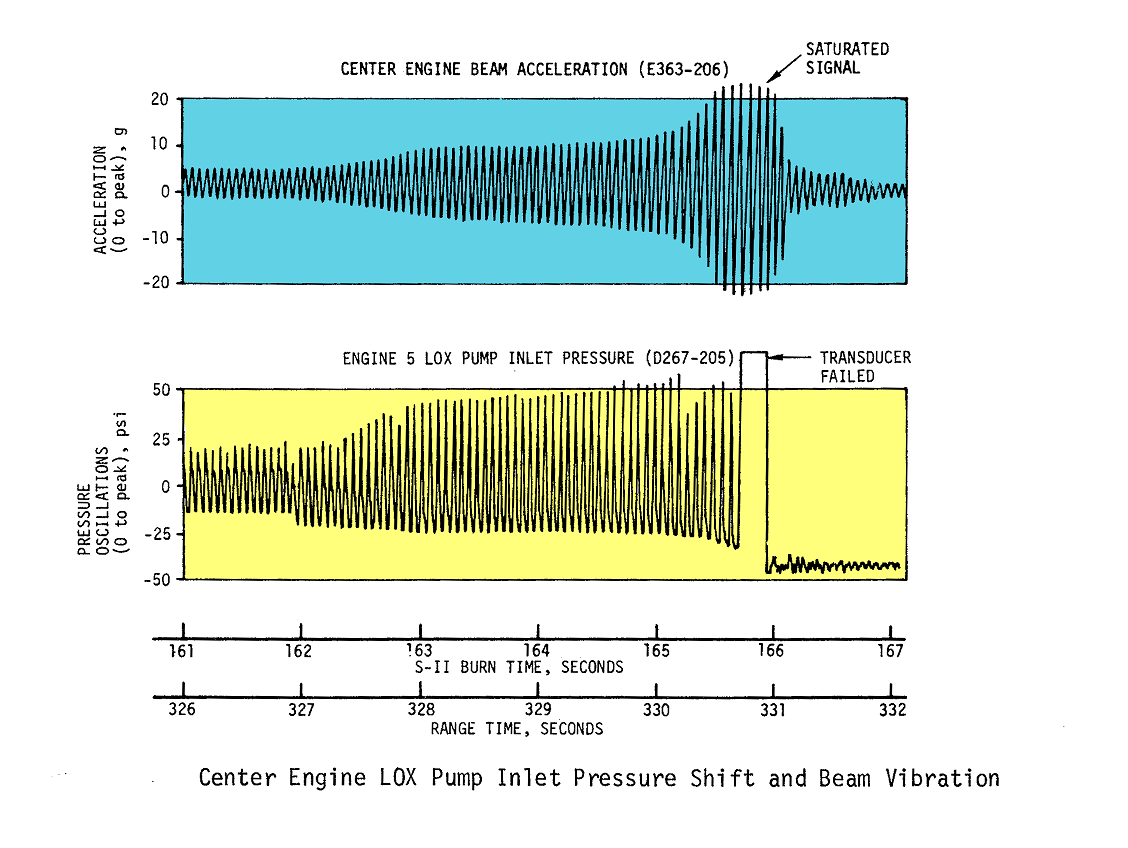
Diagramme de la vibration POGO détectée par les instruments à bord du dans le cadre de la mission Apollo 13.

L'effet pogo est, en mécanique des structures et en astronautique, un phénomène oscillatoire longitudinal instable qui peut se produire dans les étages à ergols liquides d'un lanceur spatial, générant des chocs pouvant détruire le lanceur ou sa charge.
Cet effet est provoqué par des fluctuations de poussée du moteur, qui engendrent des vibrations de structure et des colonnes du carburant liquide, qui à leur tour se répercutent sur l'alimentation du moteur. Lorsque ce cycle de perturbations entre en résonance, les oscillations augmentent et peuvent détruire les structures. Le nom provient du jeu appelé pogo stick.
Cet effet a détruit plusieurs fusées et satellites, dont :
- les trois premiers exemplaires de la fusée française Émeraude, entre le 15 juin et le 20 octobre 1964[2] ;
- le satellite scientifique allemand Wika le 10 mars 1970[3] ;
- le quatrième exemplaire de la fusée soviétique N-1, le 23 novembre 1972.